# Королівка (Олександрійський район)
Королі́вка — село в Україні, в Олександрійській міській громаді Олександрійського району Кіровоградської області. Населення становить 125 осіб.

## Населення
За переписом УРСР 1989 року наявна чисельність населення села становила 149 осіб, з яких 68 чоловіків та 81 жінка.
За переписом населення України 2001 року в селі мешкало 125 осіб.

### Мова
Розподіл населення за рідною мовою за даними перепису 2001 року:
| Мова       | Відсоток |
| ---------- | -------- |
| українська | 95,20 %  |
| російська  | 4,80 %   |